# いすゞ・ステーツマンデビル
ステーツマン・デ・ビル（Statesman De Ville）は、いすゞ自動車が1973年（昭和48年）から1975年（昭和50年）まで輸入販売していた高級車。オーストラリアのホールデン・ステーツマンを輸入していすゞブランドで販売したものである。当時のキャッチフレーズは「成功する男が、目をとめる。成功する男が、乗り込む。成功する男が、操る。成功する男が、うなずく。」

## 概要
1971年（昭和46年）、いすゞ自動車は当時の通商産業省の自動車業界再編計画に対抗し体質強化を図るべく、伊藤忠商事の仲介により、米国のゼネラルモーターズと資本提携を締結した。
これに伴い、国内事業においてゼネラルモーターズとの協業を通じ乗用車事業における車種体系の増強を進め、ラインナップを強化するという構想の下、いすゞ・ジェミニと並行して本車種の導入が進められた。
1970年代前半、それまで日本メーカーによる富裕層向け最高級乗用車はトヨタ・センチュリーと日産・プレジデントに限られていたが、日本の経済成長によって最高級車市場拡大の動きがあり、いすゞは三菱自動車工業、東洋工業（現・マツダ）とともに同市場への参入を図った。いすゞにとっては1967年（昭和42年）に生産・販売が終了したベレル以来、実に7年ぶりのハイオーナーカー市場への参入を企図するものでもあった。
しかし、いすゞにはトヨタや日産のような高級車を自社独自開発できる企業体力がなかった。そこでいすゞはGMとの提携関係を活かし、GMの傘下であるオーストラリアのホールデン製乗用車を輸入し、当時日本で認可されていなかったドアミラーをフェンダーミラーにするなど日本の基準に適合するよう最小限の改造を施して自社系販売店で販売した。価格は348万円で、イメージキャラクターはジャック・ニクラウスが担当した。
しかし、オイルショックによるガソリン高・景気後退と排気ガス規制強化の影響により、わずか2年ほどしか輸入販売されず、世に出たのは246台のみであった。

## 注
1. ↑  のちに6代目（430型系）・7代目（Y30型系）日産・グロリアのイメージキャラクターに起用された。